# Vír (powiat Zdziar nad Sazawą)
Vír – miejscowość i gmina (obec) w Czechach, w kraju Wysoczyna, w powiecie Zdziar nad Sazawą. W 2022 roku liczyła 705 mieszkańców.